# Gu Jun
Gu Jun (Wuxi, 3 de janeiro de 1975) é uma ex-jogadora de badminton chinesa. bicampeã olímpica, especialista em duplas.

## Carreira
Gu Jun representou seu país nos Jogos Olímpicos de Verão de 1996 e 2000, conquistando a medalha de ouro, nas duplas femininas nas duas oportunidades com Ge Fei.